# Temporada 1987-88 de los Indiana Pacers
La temporada 1987-88 fue la duodécima de los Indiana Pacers en la NBA, tras la fusión de la liga con la ABA, donde había jugado nueve temporadas más. La temporada regular acabó con 38 victorias y 44 derrotas, ocupando el noveno puesto de la conferencia Este, no logrando clasificarse para los playoffs.

## Elecciones en elDraft
| Ronda | Puesto | Jugador       | Posición  | Nacionalidad   | Universidad    |
| ----- | ------ | ------------- | --------- | -------------- | -------------- |
| 1     | 11     | Reggie Miller | Escolta   | Estados Unidos | UCLA           |
| 2     | 34     | Brian Rowsom  | Ala-Pívot | Estados Unidos | UNC Wilmington |

## Temporada regular
| División Central      | División Central | División Central | División Central | División Central | División Central | División Central | División Central | División Central |
| Equipo                | G                | P                | %                | PD               | Casa             | Fuera            | Div              |                  |
| --------------------- | ---------------- | ---------------- | ---------------- | ---------------- | ---------------- | ---------------- | ---------------- | ---------------- |
| y-Detroit Pistons     | 54               | 28               | .659             | –                | 34–7             | 20–21            | 20–10            |                  |
| x-Chicago Bulls       | 50               | 32               | .610             | 4                | 30–11            | 20–21            | 16–13            |                  |
| x-Atlanta Hawks       | 50               | 32               | .610             | 4                | 30-11            | 20-21            | 16–13            |                  |
| x-Milwaukee Bucks     | 42               | 40               | .512             | 12               | 30–11            | 12–29            | 13–17            |                  |
| x-Cleveland Cavaliers | 42               | 40               | .512             | 12               | 31–10            | 11–30            | 11–19            |                  |
| Indiana Pacers        | 38               | 44               | .463             | 16               | 25–16            | 13–28            | 13–17            |                  |

## Estadísticas
| Rk | Jugador           | Edad | P  | PT | MP   | TC  | TCI  | %TC  | T3  | T3I | %T3  | TL  | TLI | %TL   | RO  | RD  | RT  | AS  | RB  | TAP | BP  | FP  | PTS  |
| -- | ----------------- | ---- | -- | -- | ---- | --- | ---- | ---- | --- | --- | ---- | --- | --- | ----- | --- | --- | --- | --- | --- | --- | --- | --- | ---- |
| 1  | Chuck Person      | 23   | 79 | 71 | 35.5 | 7.3 | 15.8 | .459 | 0.7 | 2.2 | .333 | 1.7 | 2.5 | .670  | 2.2 | 4.6 | 6.8 | 3.9 | 0.9 | 0.1 | 2.7 | 3.4 | 17.0 |
| 2  | Vern Fleming      | 25   | 80 | 80 | 34.2 | 5.5 | 10.6 | .523 | 0.0 | 0.2 | .000 | 2.8 | 3.5 | .802  | 1.3 | 3.2 | 4.6 | 7.1 | 1.4 | 0.1 | 2.2 | 2.8 | 13.9 |
| 3  | Steve Stipanovich | 27   | 80 | 80 | 33.7 | 5.1 | 10.4 | .496 | 0.0 | 0.2 | .200 | 3.2 | 3.9 | .809  | 2.0 | 6.3 | 8.3 | 2.3 | 1.1 | 0.9 | 2.0 | 3.8 | 13.5 |
| 4  | Wayman Tisdale    | 23   | 79 | 57 | 30.1 | 6.5 | 12.6 | .512 | 0.0 | 0.0 | .000 | 3.1 | 4.0 | .783  | 2.1 | 4.1 | 6.2 | 1.3 | 0.7 | 0.4 | 1.8 | 3.5 | 16.1 |
| 5  | Herb Williams     | 29   | 75 | 37 | 26.2 | 4.1 | 9.8  | .425 | 0.0 | 0.1 | .000 | 1.7 | 2.3 | .737  | 1.5 | 4.7 | 6.3 | 1.3 | 0.5 | 1.9 | 1.6 | 3.3 | 10.0 |
| 6  | John Long         | 31   | 81 | 81 | 25.0 | 5.1 | 10.9 | .474 | 0.4 | 1.0 | .442 | 2.0 | 2.3 | .907  | 0.9 | 1.9 | 2.8 | 2.1 | 1.0 | 0.1 | 1.6 | 2.0 | 12.8 |
| 7  | Reggie Miller     | 22   | 82 | 1  | 22.4 | 3.7 | 7.6  | .488 | 0.7 | 2.1 | .355 | 1.8 | 2.3 | .801  | 1.2 | 1.2 | 2.3 | 1.6 | 0.6 | 0.2 | 1.2 | 1.9 | 10.0 |
| 8  | Scott Skiles      | 23   | 51 | 2  | 14.9 | 1.7 | 4.1  | .411 | 0.1 | 0.4 | .300 | 0.9 | 1.1 | .833  | 0.2 | 1.1 | 1.3 | 3.5 | 0.4 | 0.1 | 1.5 | 1.9 | 4.4  |
| 9  | Ron Anderson      | 29   | 74 | 1  | 14.8 | 2.9 | 5.9  | .498 | 0.0 | 0.0 | .000 | 1.5 | 1.9 | .766  | 1.2 | 1.7 | 2.9 | 1.1 | 0.6 | 0.1 | 1.0 | 1.3 | 7.3  |
| 10 | Stuart Gray       | 24   | 74 | 0  | 10.9 | 1.2 | 2.6  | .466 | 0.0 | 0.0 | .000 | 0.6 | 1.0 | .603  | 0.9 | 2.4 | 3.4 | 0.6 | 0.1 | 0.4 | 0.7 | 2.1 | 3.0  |
| 11 | Clinton Wheeler   | 28   | 59 | 0  | 8.7  | 1.1 | 2.2  | .470 | 0.0 | 0.0 |      | 0.4 | 0.6 | .735  | 0.3 | 0.4 | 0.7 | 1.7 | 0.6 | 0.0 | 0.9 | 0.6 | 2.5  |
| 12 | Brian Rowsom      | 22   | 4  | 0  | 4.0  | 0.0 | 1.5  | .000 | 0.0 | 0.0 |      | 1.5 | 1.5 | 1.000 | 0.3 | 1.0 | 1.3 | 0.3 | 0.3 | 0.0 | 0.3 | 0.8 | 1.5  |
| 13 | Greg Dreiling     | 25   | 20 | 0  | 3.7  | 0.4 | 0.9  | .471 | 0.0 | 0.0 |      | 0.9 | 1.3 | .692  | 0.2 | 0.7 | 0.9 | 0.3 | 0.1 | 0.2 | 0.6 | 1.0 | 1.7  |